# Саидбеков, Амирали
Амирали Саидбеков (тадж. Амиралӣ Сайидбеков; 15 мая 1920 — 8 апреля 1945) — Гвардии старший лейтенант Рабоче-крестьянской Красной Армии, участник Великой Отечественной войны, Герой Советского Союза (1945).

## Биография
Амирали Саидбеков родился 15 мая 1920 года в селе Тапимазар Риштанского района, ныне — Сохский район в Ферганской области Узбекистан. Таджик. После окончания педтехникума работал завучем средней школы. В 1939 году Саидбеков был призван службу в Рабоче-крестьянскую Красную Армию. Участвовал в боях советско-финской войны. С начала Великой Отечественной войны — на её фронтах. Окончил курсы младших лейтенантов.
К весне 1945 года гвардии старший лейтенант Амирали Саидбеков командовал ротой 325-го гвардейского стрелкового полка (129-й гвардейской стрелковой дивизии, 107-го стрелкового Дрогобычского корпуса, 60-й армии, 4-го Украинского фронта). Отличился во время освобождения Польши. 29 марта — 4 апреля 1945 года рота Саидбекова освободила несколько польских населённых пунктов, нанеся вражеским войскам большие потери и захватив большое число пленных. 8 апреля 1945 года рота Саидбекова отразила несколько немецких контратак в районе населённых пунктов Рогув и Домброва. В том бою Саидбеков погиб. Похоронен в польском городе Рыбник.

## Награды
- Указом Президиума Верховного Совета СССР от 29 июня 1945 года за «образцовое выполнение боевых заданий командования на фронте борьбы с немецкими захватчиками и проявленные при этом мужество и героизм» старший лейтенант Амирали Саидбеков посмертно был удостоен высокого звания Героя Советского Союза.
- Награждён орденами Ленина, Александра Невского, Отечественной войны 1-й и 2-й степеней, Красной Звезды[1].

## Память
- В честь А.Саидбекова названы улица и школа в Фергане в кишлаке Сариканда Сохского района.
- Установлен обелиск в кишлаке Сариканда Сохского района.